# 杜威羅斯 (喬治亞州)
杜威羅斯（英語：Dewy Rose）是位於美國喬治亞州艾伯特縣的一個人口普查指定地區。

## 地理
杜威羅斯的座標為34°10′11″N 82°57′11″W / 34.16972°N 82.95306°W，而該地最高點為海拔高度223米（即732英尺）。

## 人口
根據2010年美國人口普查的數據，杜威羅斯的面積為4.34平方千米，當中陸地面積為4.32平方千米，而水域面積為0.02平方千米。當地共有人口154人，而人口密度為每平方千米35人。